# 유인원 작전

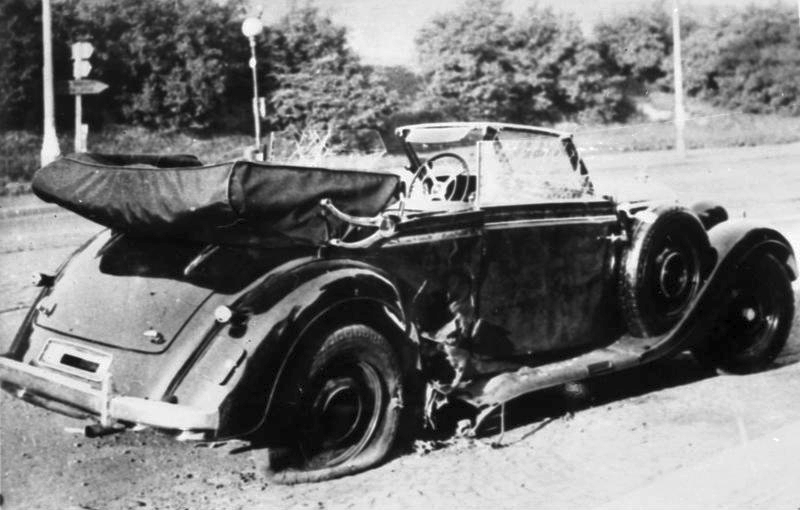
대전차 수류탄으로 손상된 하이드리히의 320형

유인원 작전(Operation Anthropoid)은 1942년 5월 27일 영국 특수작전집행부가 나치 독일의 통합보안기구인 국가보안본부 총수이자 보헤미아 모라바 보호령 총독인 친위대 상급집단지도자 라인하르트 하이드리히를 암살한 작전의 암호명이다. 1941년 12월에서 1942년 5월에 걸쳐 계획이 수립되어 체코슬로바키아 망명정부의 허락을 받고 프라하에서 결행되었다. 습격 자체는 실패하여 하이드리히는 부상만 입었지만 감염으로 6월 4일 사망했다. 친위대는 체코의 리디체 마을을 불태우고 양민을 학살(리디체 학살)하여 총수의 죽음을 보복했다.
하이드리히는 아돌프 히틀러의 최측근 중 하나로 유럽 지역 유대인들에 대한 최종 해결책과 홀로코스트의 전체적 책임자였다. 보복 위험에도 불구하고 유인원 작전을 결행한 주요 목적은 런던에 소재한 에드바르트 베네시 망명정부의 정통성 부여였다.